# メイオール (小惑星)
メイオール (2131 Mayall) は小惑星帯の内縁部に位置する小惑星である。アーノルド・クレモラがカリフォルニア州のリック天文台で発見した。衛星を持つ。

## 名称
1945年からリック天文台の職員として球状星団や惑星状星雲、銀河などを研究し、1960年から1971年までは同天文台の所長を務めたニコラス・メイオール (Nicholas Mayall) に因んで名付けられた。

## 衛星
2009年11月30日から12月16日にかけて行われたライトカーブ観測で衛星が発見された。仮符号 S/2009 (2131) 1 と呼ばれる衛星は直径 2.1 km で、約 16 km 離れた軌道を 23.48 ± 0.01 時間の周期で回っている。